# 리오 카다노프
리오 필립 카다노프(영어: Leo Philip Kadanoff, 1937년 1월 14일 ~ )는 미국의 물리학자이다. 현재 시카고 대학교 교수이고, 미국 물리학회 회장을 역임하였다. 통계역학와 응집물질물리학, 혼돈 이론에 기여하였다.

## 생애
뉴욕에서 태어났고 자랐다. 학부와 박사 과정을 하버드 대학교에서 밟았고, 1965년 일리노이 대학교 교수가 되었다. 1969년 브라운 대학교로 옮겼고, 1978년 시카고 대학교로 옮겼다.